# Codex Augiensis
O Codex Augiensis, também conhecido como Manuscrito Fp ou 010 (Gregory-Aland), pertence provavelmente do século século IX. Contem 136 fólios dos Epístolas paulinas (23 x 19 cm).
Atualmente acha-se no Trinity College (Cambridge) (Cat. number: B. XVII. 1).
O texto é escrito em duas colunas por página, em 28 linhas por página.

## Texto
O texto grego desse códice é um representante do Texto-tipo Ocidental. Aland colocou-o na Categoria II.